# Ossuccio
Ossuccio là một đô thị ở tỉnh Como trong vùng Lombardia. Ossuccio nằm ở bờ tây hồ Como, khoảng 20 km về phía đông bắc của Como. Tại thời điểm ngày 31 tháng 12 năm 2004, đô thị này có dân số 975 người và diện tích là 8,0 km².
Ossuccio giáp các đô thị: Colonno, Lenno, Lezzeno, Ponna, Porlezza, Sala Comacina.